# غنت-وفلجم 2015
غنت-وفلجم 2015 هو سباق دراجات هوائية أقيم بتاريخ 29 مارس 2015، تكون السباق من 1 مراحل وامتدّ لمسافة 239.1 كم بسرعة 37.7 كم/س، استغرق السباق 6 ساعة 20 دقيقة 55 ثانية. فاز به الإيطالي لوكا باوليني.

## الترتيب
| م                     | الدرّاج       | البلد   | الزمن                    |
| --------------------- | ------------ | ------- | ------------------------ |
| الفائز بالترتيب العام | لوكا باوليني | إيطاليا | 6 ساعة 20 دقيقة 55 ثانية |